# Hiwi (voluntaris)
Hiwi ([ˈhiːviː]), l'abreviació alemanya de la paraula Hilfswilliger o, en català, auxiliar voluntari, designà, durant la Segona Guerra Mundial, membres de diferents tipus de forces auxiliars voluntàries formades per reclutes indígenes dels territoris de l'Europa de l'Est ocupats per l'Alemanya nazi. Adolf Hitler va acceptar de mala gana permetre el reclutament de ciutadans soviètics a les zones posteriors durant l'Operació Barbarroja. [ En un curt període, molts d'ells van ser traslladats a unitats de combat.

## Visió general
Els hiwis formaven el 50% de la 134a divisió d'infanteria del 2n Exèrcit Panzer a finals de 1942, mentre que el 6è Exèrcit a la batalla de Stalingrad estava compost per un 25% d'hiwis. El 1944, el seu nombre havia crescut fins a 600.000. Tant homes com dones van ser reclutats. Els hiwis veterans eren pràcticament indistinguibles de les tropes alemanyes regulars, i sovint servien en els punts forts de la companyia sencera.
Entre setembre de 1941 i juliol de 1944, les SS van emprar milers de policies auxiliars col·laboracionistes reclutats com a hiwis directament dels camps de presoners de guerra soviètics. Després de l'entrenament, van ser desplegats per al servei amb l'Alemanya nazi, al Govern General i a l'Est ocupat.
En un cas, les SS i la policia alemanyes van incorporar, processar i entrenar 5.082 guàrdies hiwi abans de finals de 1944 a la divisió del camp d'entrenament de les SS del camp de concentració de Trawniki, al sud-est de Lublin. Eren coneguts com els "homes de Trawniki" (alemany: Trawnikimänner) i eren antics ciutadans soviètics, majoritàriament ucraïnesos. Els trawnikis van ser enviats a tots els llocs de matança principals de la "Solució Final", que era el propòsit principal de la seva formació. Van tenir un paper actiu en les execucions de jueus a Bełżec, Sobibor, Treblinka II, Varsòvia (tres vegades), Częstochowa, Lublin, Lvov, Radom, Cracòvia, Białystok (dues vegades), Majdanek així com Auschwitz i la mateixa Trawniki.

## Ús del terme

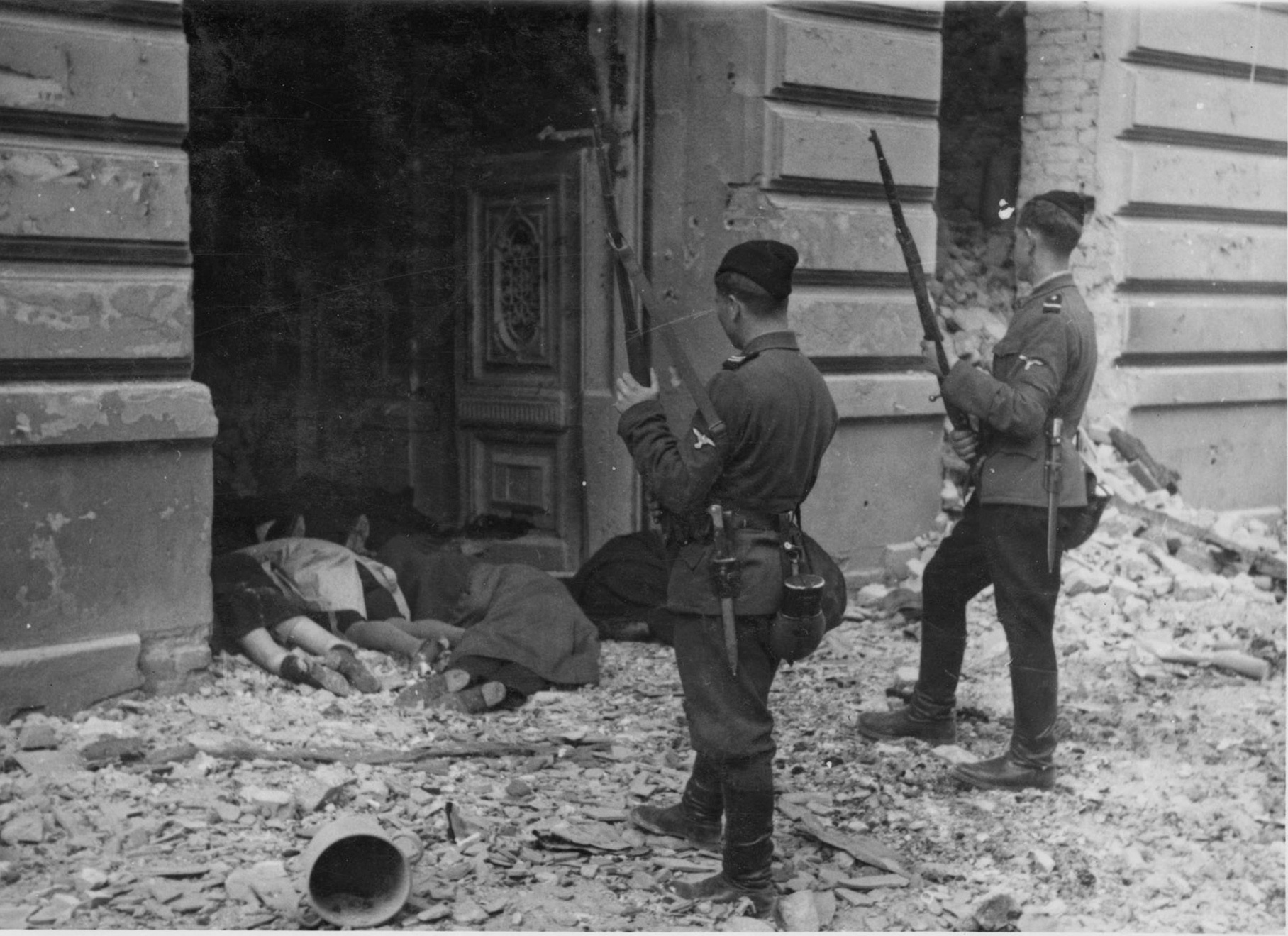
Homes SS Trawniki davant els cadàvers dels jueus a la porta del gueto de Varsòvia. Foto de l'informe Jürgen Stroop, maig de 1943.

El terme "hiwis" va adquirir un significat completament negatiu durant la Segona Guerra Mundial quan va entrar en altres idiomes en referència a les Ostlegionen, així com als voluntaris allistats dels territoris ocupats per al servei en una sèrie de funcions, com ara accions de tir pràctiques i tasques de guàrdia a camps d'extermini a més del servei militar regular, conductors, cuiners, assistents d'hospital, transportistes de municions, missatgers, sapadors, etc.
En el context de la Segona Guerra Mundial el terme té clares connotacions de col·laboracionisme, i en el cas dels territoris soviètics ocupats també d' antibolxevisme (àmpliament presentat com a tal pels alemanys).
L'historiador alemany Werner Röhr va escriure que hi havia moltes raons diferents per les quals els ciutadans soviètics es van oferir voluntaris. Argumenta que el problema s'ha de veure en primer lloc tenint en compte la política alemanya de Vernichtungskrieg (guerra d'aniquilació). Per exemple, el voluntariat va permetre als presoners de guerra soviètics sortir del bàrbar sistema de campaments de presoners de guerra alemany, donant-los moltes més possibilitats de supervivència. Durant la Segona Guerra Mundial, l'Alemanya nazi es va comprometre en una política de maltractament deliberat als presoners de guerra soviètics, en contrast amb el seu tractament als presoners de guerra britànics i nord-americans. Això va provocar entre 3,3 i 3,5 milions de morts, o el 57% de tots els presoners de guerra soviètics. Per tant, es fa molt difícil diferenciar entre un desig genuí de ser voluntari i semblar ser voluntari amb l'esperança d'una millor oportunitat de sobreviure a la guerra.
Un Hiwi capturat va dir als interrogadors de la NKVD: 
| « | Els russos de l'exèrcit alemany es poden dividir en tres categories. En primer lloc, els soldats mobilitzats per les tropes alemanyes, les anomenades seccions cosaques, que estan adscrites a les divisions alemanyes. En segon lloc, els Hilfswillige [Ajudants Voluntaris] format per gent local o presoners russos voluntaris, o aquells soldats de l'Exèrcit Roig que deserten per unir-se als alemanys. Aquesta categoria porta uniforme alemany complet, amb els seus propis rangs i distintius. Mengen com els soldats alemanys i estan units als regiments alemanys. En tercer lloc, hi ha presoners russos que fan les feines brutes, cuines, estables, etc. Aquestes tres categories són tractades de diferents maneres, reservant el millor tracte naturalment als voluntaris. | » |

Les autoritats soviètiques es van referir als hiwis com a "antics russos ", independentment de les circumstàncies de la seva unió o el seu destí a mans de la policia secreta de la NKVD. Després de la guerra, milers de persones van intentar tornar a casa seva a l'URSS. Centenars van ser capturats i processats, acusats de traïció i, per tant, culpables d'allistament des de l'inici del procediment judicial. La majoria van ser condemnats als Gulags i alliberats sota l'amnistia de Khrusxov de 1955.

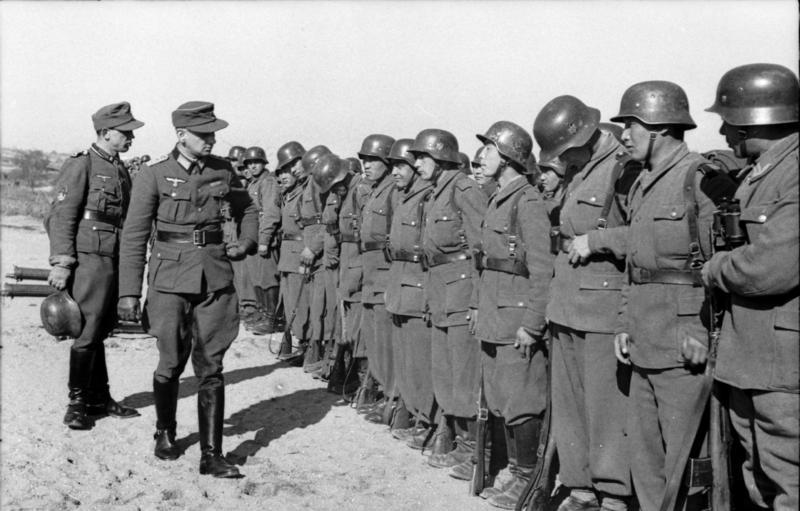
Un capità inspeccionant les tropes orientals auxiliars de la Wehrmacht a Grècia, 1943.

La confiança en Hiwis va posar de manifest una bretxa entre els ideòlegs nazis i els pragmàtics comandants de l'exèrcit alemany. Els líders nazis, inclòs Adolf Hitler, consideraven tots els eslaus com a Untermenschen i, per tant, de valor limitat també com a voluntaris. D'altra banda, calia mà d'obra, i la intel·ligència alemanya havia reconegut la necessitat de dividir els nacionals soviètics. La contradicció es va dissimular de vegades amb la reclassificació dels eslaus com a cosacs. El coronel Helmuth Groscurth (Cap d' Estat Major del XI Cos) va escriure al general Beck: "És inquietant que ens veiem obligats a reforçar les nostres tropes combatents amb presoners de guerra russos, que ja s'estan convertint en artillers. És un estrany estat de coses que les "Bèsties" contra les quals hem estat lluitant ara visquin amb nosaltres en la més estreta harmonia. Els hiwis podrien haver constituït una quarta part de la força de primera línia del 6è Exèrcit, que ascendien a més de 50.000 auxiliars eslaus que servien amb les tropes alemanyes.